# ۲٬۶-دی‌متیل‌پیپریدین
۲،۶-دی‌متیل‌پیپریدین (به انگلیسی: 2,6-Dimethylpiperidine) با فرمول شیمیایی C۷H۱۵N یک ترکیب شیمیایی است. که جرم مولی آن ۱۱۳٫۲۰ g/mol می‌باشد. شکل ظاهری این ترکیب، مایع بی‌رنگ است که به عنوان ماده ی اولیه برخی از ترکیب ها در صنایع مختلف به کار گرفته می‌شود.
این ترکیب شیمیایی توسط آگوست وولر(Wilhelm von Hofmann August) شیمیدان آلمانی در سال ۱۸۵۱ شناخته شد.